# Wilhelm Grimm
Wilhelm Carl Grimm, född 24 februari 1786 i Hanau i Hessen-Kassel, död 16 december 1859 i Berlin, var en tysk språkforskare och professor i Göttingen, en av Göttinger Sieben. Han gifte sig med sin barndomsvän Dorothea Wild, som också är känd som sagoförfattare och sagoupptecknare, och de fick tre barn tillsammans, bland dem konsthistorikern Herman Grimm. Wilhelm var bror till konstnären Ludwig Emil Grimm.
Wilhelm och hans bror Jacob Grimm är utan tvivel mest kända inte bara i Tyskland utan i princip hela världen för sina sagor. Bröderna gav under perioden 1812–1822 ut Kinder- und Hausmärchen (Barn- och folksagor men även s - "Bröderna Grimms sagor") i tre band. Sagorna har i Sverige publicerats i omkring 90 utgåvor, de senaste 2003.
Medan Jacob Grimm var det uppslagsrika geniet, låg Wilhelms styrka i det lugna och förfinade utarbetandet. Den litterära stilen i Kinder- und Hausmärchen är till stora delar Wilhelms förtjänst.
Den säkert största insatsen inom språkvetenskapen i Tyskland gjorde nog bröderna med utgivningen av Deutsches Wörterbuch (nu utgiven i 33 band) som de startade 1838 (första bandet utkom 1854) och som slutfördes 1961. Bröderna Grimm räknas som germanistikens grundare.
Bland Wilhelms egna arbeten märks Freidanks Bescheidenheit (1834), Altdeutsche Gespräche (1849-51), Über deutsche Runen (1821) och Zur Geschichte des Reims (1850). Hans främsta egna verk är dock Die deutsche Heldensage (1829, 3:e upplagan 1890).

## Galleri

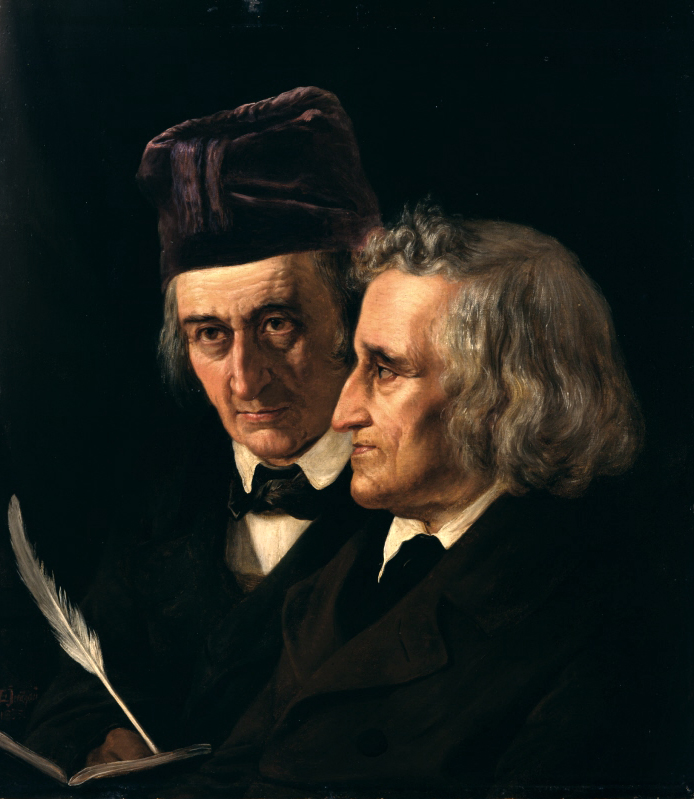
Dubbelporträtt av bröderna Grimm av Elisabeth Jerichau Baumann (1855).
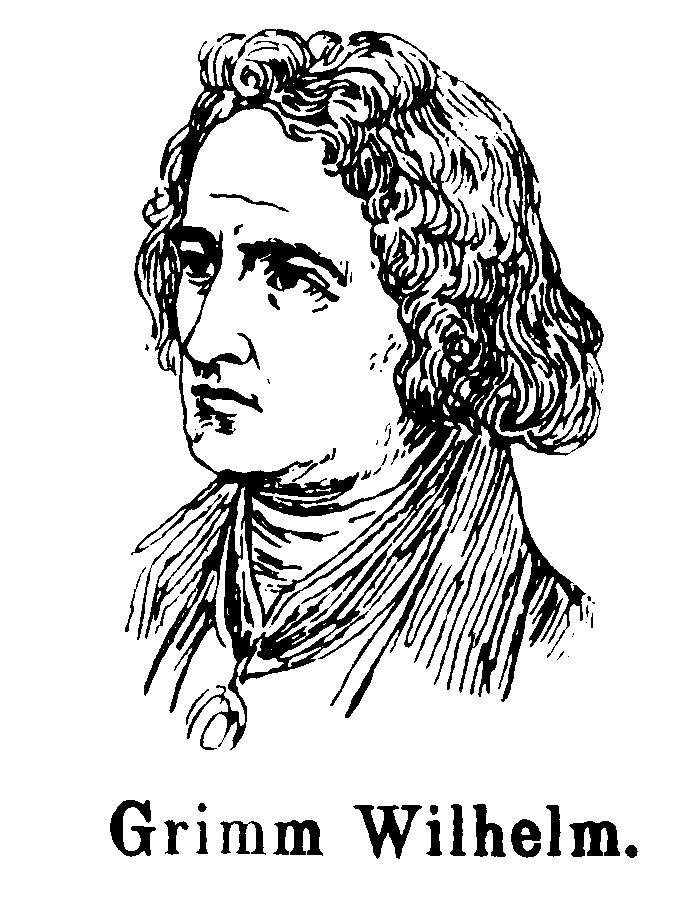
Wilhelm Grimm.
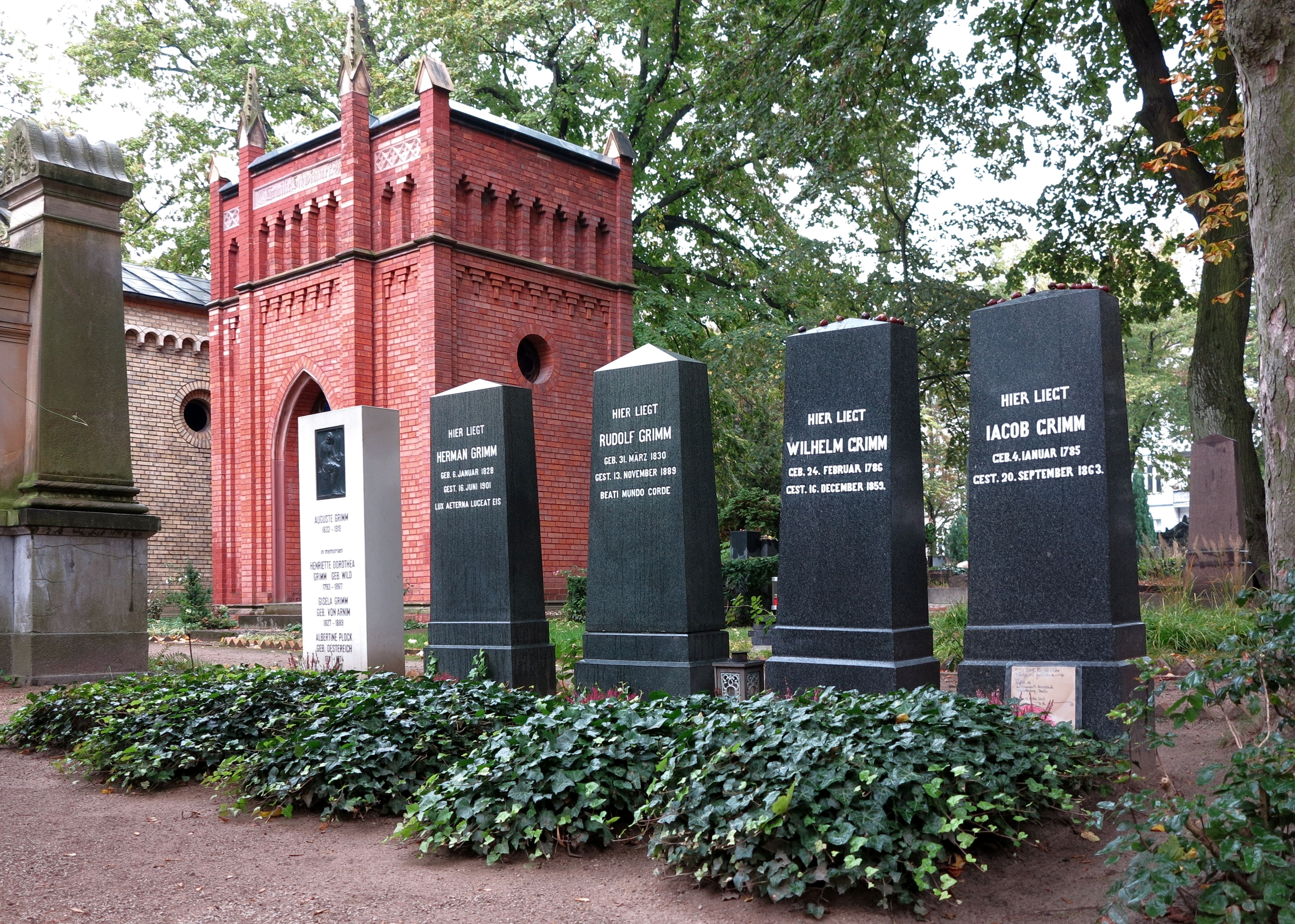
Grimms familjegrav.